# Alice Club
Alice Club  è un programma televisivo italiano di genere culinario, trasmesso dal 2016 su Alice e condotto da Francesca Barberini, Luigi Pomata e Armando Palmieri. Va in onda quotidianamente dalle 18:35 alle 19:40 e in replica alle 01:05 e alle 08:30.